# Новозеландское пиво
Новозеландское пиво — пиво, производимое на территории Новой Зеландии.
Пиво является самым популярным алкогольным напитком в Новой Зеландии, составляя 63 % от доступного в продаже алкоголя. Новая Зеландия занимает 27 место в мировом потреблении пива на душу населения с отметкой 64,7 литров на человека в год. Подавляющее большинство пива, произведенного в Новой Зеландии, является одним из видов светлого пива, либо бледные или янтарного цвета, и, как правило содержит 4-5 % алкоголя.
Хотя два крупнейших пивоваренных завода в Новой Зеландии, Lion Nathan и DB Breweries, суммарно контролируют почти 90 % рынка, существует более 150 мелких крафтовых пивоварен и пивных, производящих широкий спектр стилей пива, в том числе много эля.

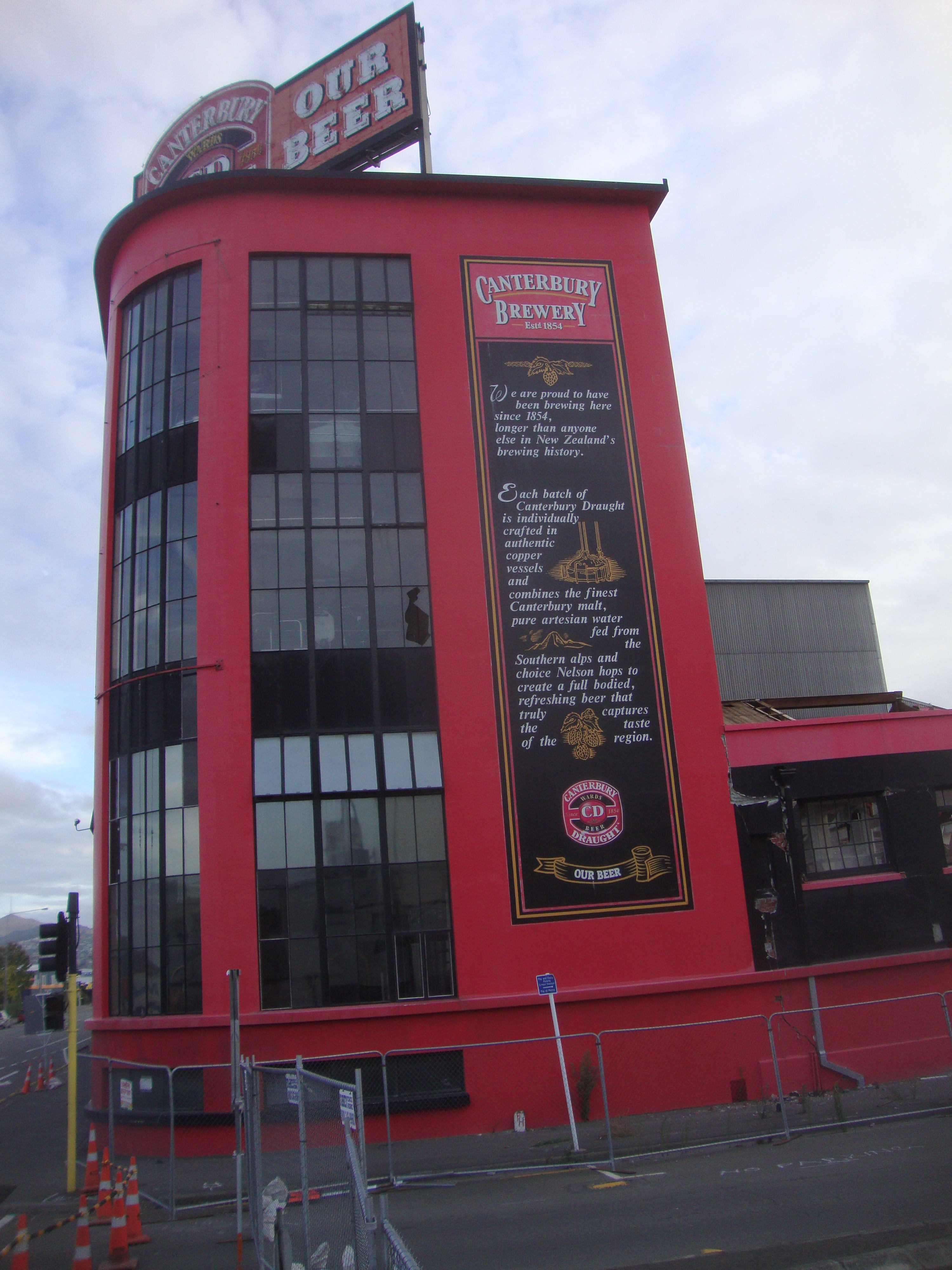
Здание пивной фабрики Canterbury Brewery до сноса

## Сорта
В списке сорта новозеландского пива отсортированы по названиям пивоварен или по торговым маркам, под которыми это пиво выпускается.
- Bowmans
  - Golden Lager
- Lion Red — пивоварня, входящая в состав международного концерна Lion Nathan Limited
  - Ice
  - Lion Red
- Monteiths
  - Black Beer
  - Celtic Beer
  - Golden Lager
  - Originale Ale
  - Pilsner Beer
  - Radler Beer
  - Summer Ale
  - Winter Ale
- Speight’s — пивоварня, входящая в состав международного концерна Lion Nathan Limited
  - Gold Medal Ale
  - Old Dark
  - Distinction Ale
  - Pale Ale
  - Porter
  - Pilsener

Отдельные сорта пива:
- Steinlager — победитель множества конкурсов, спонсор новозеландской сборной по регби (Олл Блэкс) и новозеландской яхты в гонке за Кубок Америки. Ведущий экспортёр новозеландского пива.